# Otto Schröder (Assyriologe)
Otto Schröder (* 8. Juli 1887 in Berlin; † 2. Februar 1928 ebenda) war ein deutscher Altorientalist. Sein Schwerpunkt war die Assyriologie.

## Leben und Werk
Otto Schröder studierte orientalische Sprachwissenschaft an der Universität zu Berlin. Neben den Alttestamentlern Wolf Wilhelm Friedrich Graf von Baudissin und Hugo Gressmann prägten ihn besonders die Altorientalisten Hugo Winckler und Friedrich Delitzsch, die sich vornehmlich mit der assyrischen Sprache beschäftigten.
Nach dem Studium arbeitete Schröder als philologischer Kustos an der Vorderasiatischen Abteilung der Königlich Preußischen Museen zu Berlin. Ab 1913 war er als wissenschaftlicher Hilfsarbeiter an der Preußischen Akademie der Wissenschaften angestellt. In dieser Eigenschaft betreute er die offiziellen Publikationen der Vorderasiatischen Abteilung des Museums und der Deutschen Orient-Gesellschaft. Schröder veröffentlichte mehrere Sammlungen von Keilschrift-Urkunden und zahlreiche Einzelstudien in Fachzeitschriften. Auch war er einer der ersten Mitarbeiter des Reallexikons der Assyriologie und Vorderasiatischen Archäologie (RlA). 1922 legte er seine Stelle bei der Akademie nieder. Er starb im Alter von 40 Jahren.

## Schriften (Auswahl)
- Die Tontafeln von El-Amarna. Teil 1, Hälfte 1: Texte 1–82. Leipzig 1914. Nachdruck Osnabrück 1973
- Die Tontafeln von El-Amarna. Teil 1, Hälfte 2: Texte 83–189. Leipzig 1915. Nachdruck Osnabrück 1973
- Die Tontafeln von El-Amarna. Teil 2: Texte 190–202 nebst Zeichenliste. Leipzig 1915. Nachdruck Osnabrück 1973
- Kontrakte der Seleukidenzeit aus Warka. Leipzig 1916
- Altbabylonische Briefe. Mit Zeichen- und Namenlisten. Leipzig 1917
- Keilschrifttexte aus Assur historischen Inhalts. Heft 2. Leipzig 1922. Nachdruck Osnabrück 1970